# 都匀府
都匀府，明朝时设置府。1913年废。

都匀府在贵州省的位置（1820年）

弘治七年（1494年）置，治所在都匀卫（今贵州省都匀市）。辖境相当今贵州省都匀、凯里、麻江、三都、平塘、独山等市县地。清朝辖境扩大至今荔波、丹寨、雷江等县。
清朝都匀府评价：要。隸貴東道。副將駐。順治初，因明制。領州二，縣一。康熙中，置都勻縣。雍正中，闢八寨、都江、丹江，置同知一，通判二。十一年，改广西省河池州屬之荔波縣隸貴州都勻府。領廳三，州二，縣三：荔波縣、清平縣、都勻縣、麻哈州、獨山州、八寨廳、丹江廳、都江廳。

## 延伸阅读
[在维基数据编辑]
 《欽定古今圖書集成·方輿彙編·職方典·都勻府部》，出自陈梦雷《古今圖書集成》